# Escândalo da Bundesliga em 1971
O Escândalo da Bundesliga (Der Bundesligaskandal) refere-se à manipulação das partidas na temporada 1970-71 do Campeonato Alemão de Futebol na história de futebol alemão e ocorre na tarde do dia 6 de junho de 1971.
Na tarde de 6 de junho de 1971, a manipulação de jogos foi revelada quando o presidente do Kickers Offenbach, Horst-Gregorio Canellas, apresentou uma gravação de áudio aos dirigentes da Federação Alemã de Futebol e alguns jornalistas durante uma festa de aniversário de 50 anos na sua casa.